# Kroktjärnet (Södra Finnskoga socken, Värmland, 672436-133022)
Kroktjärnet är en sjö i Torsby kommun i Värmland och ingår i Göta älvs huvudavrinningsområde. Sjön har en area på 0,212 kvadratkilometer och ligger 440,1 meter över havet. Sjön avvattnas av vattendraget Kindsjöån.

## Delavrinningsområde
Kroktjärnet ingår i det delavrinningsområde (672506-133018) som SMHI kallar för Utloppet av Holmtjärnet. Medelhöjden är 459 meter över havet och ytan är 3,73 kvadratkilometer. Det finns inga avrinningsområden uppströms utan avrinningsområdet är högsta punkten. Kindsjöån som avvattnar avrinningsområdet har biflödesordning 3, vilket innebär att vattnet flödar genom totalt 3 vattendrag innan det når havet efter 482 kilometer. Avrinningsområdet består mestadels av skog (74 procent). Avrinningsområdet har 0,56 kvadratkilometer vattenytor vilket ger det en sjöprocent på 15,1 procent.